# Dirmsteiner Kenotaphe
Die Dirmsteiner Kenotaphe sind zwei Gedenksteine, die an tote Soldaten des Jahres 1870 erinnern und den Eindruck von Gräbern erwecken. Sie stehen am westlichen Ortsausgang der Gemeinde Dirmstein im Landkreis Bad Dürkheim (Rheinland-Pfalz).

## Die Gedenksteine
Es handelt sich um zwei gleichartige dünne Betonwerksteine in langgezogener Achteckform. Sie stehen beim westlichen Ortsausgang am Straßenrand, südlich der L 453 (Obersülzer Straße), der eine etwa 100 m vor und der andere etwa 100 m nach dem Ortsschild von Dirmstein.
Der außerhalb des Ortes stehende Stein trägt die Inschrift:
„HIER STARB AM 31. JULI 1870 HEINRICH GERLITSCKE VOM K. PREUSS. G. G. REGT. 3. KOMP. KÖNIGIN ELISABETH“
Der Stein im Ortsbereich ist etwas kleiner, da er offenbar einmal unten abgebrochen ist. Die Beschriftung lautet:
„HIER STARB AM 31. JULI 1870 GOTTFRIED NOWARE VOM K. PREUSS. G. G. REGT. 1. KOMP. KÖNIGIN ELISABETH“

## Geschichte
Beim Aufmarsch zu Beginn des Deutsch-Französischen Krieges 1870/71 wurde das Königin Elisabeth Garde-Grenadier-Regiment Nr. 3 in einer 65-stündigen Eisenbahnfahrt von Breslau nach Mannheim transportiert, wo es in der Nacht zum 31. Juli 1870 ankam. Von dort aus sollte das Regiment zu Fuß in Richtung Westen vorgehen. Etappenziele für den 31. Juli waren Obersülzen und Grünstadt; der Weg führte über Ludwigshafen am Rhein sowie Frankenthal.
Das Wetter war drückend heiß und sonnig, die mit ihrer Ausrüstung beladenen Soldaten gelangten bei dem schnellen Marsch rasch an die Grenzen ihrer Kräfte. Viele liefen sogar barfuß, da ihre Füße durch den langen Bahntransport angeschwollen waren und nicht mehr in die Stiefel passten. Bewohner von Dirmstein erfrischten die Soldaten im Vorbeimarsch mit Wasser. Laut örtlicher Überlieferung verweigerte der Regimentskommandeur Konrad von Zaluskowski eine dringend gebotene Rast.
Auf der Straßensteigung am Ortsausgang von Dirmstein, die in Richtung Obersülzen führt und vor Ort Schießhohl genannt wird, brachen – laut offiziellem Bericht – plötzlich mehrere Soldaten zusammen und mussten in die Straßengräben gelegt werden, wo sich Sanitäter und Ärzte um sie kümmerten. Trotzdem starben vom 1. Bataillon drei Grenadiere am Hitzschlag. Es handelte sich um Gottfried Noware aus Minken im Landkreis Ohlau, Heinrich Gerlitschke aus Zirlau im Landkreis Freiburg/Schlesien und Ludwig Jahns aus Pleschen. Ein weiterer Soldat namens Michel starb noch am gleichen Tag zu späterer Stunde. 18 Mann mussten krank ins Lazarett eingewiesen werden, 76 Leute waren ein bis zwei Tage marschunfähig.
Die Grenadiere Noware, Gerlitschke und Jahns setzte man auf dem Friedhof in Obersülzen bei. Das historische Grabdenkmal, das die Kameraden gestiftet hatten, ist nicht erhalten. An seinem Platz ist heute eine neuzeitliche Gedenktafel vorhanden, die allerdings Schreibfehler bei den Namen aufweist.
Zwei Dirmsteiner Bürger – der Schlosser L. Guth I. und der Schreiner Johannes Probeck VI. – sowie die Casinogesellschaft Dirmstein stifteten am Todesort der Grenadiere Noware und Gerlitschke jeweils die heute noch existierenden Gedenksteine.